# Diopatra chiliensis
Diopatra chiliensis är en ringmaskart som beskrevs av Jean Louis Armand de Quatrefages de Bréau 1865. Diopatra chiliensis ingår i släktet Diopatra och familjen Onuphidae. Inga underarter finns listade i Catalogue of Life.